# Прокіп Бережицький
Бережицький Прокіп Семенович (Бережецький) (? — після 1678) — український військовий діяч доби Гетьманщини, дипломат. Племінник гетьмана Богдана Хмельницького, один із найближчих соратників Петра Дорошенка. Генеральний суддя (1671-1674), генеральний обозний (1674-1676), чигиринський полковник (1663-1666).

## Життєпис
Нащадок старовинного волинського шляхетського роду Бережецьких гербу Костеша, що походить із села Бережці Кременецького повіту. Одна з гілок роду — Некрашевичі-Бережецькі — на початку 17 століття оселилася в Каневі. Родич Федір Бережецький був київським протопопом.
Батько Семен Бережецький у Реєстрі 1649 року зафіксований як козак Бабинської сотні Кальницького полку. Мати — рідна сестра Богдана Хмельницького.
З початком національної революції 1648—1676 років брав активну участь у боротьбі за визволення України. У жовтні 1648 року — козацький отаман у Ніжині. Значиться в козацькому реєстрі 1649 року. Служив у Чигиринській сотні Чигиринського полку. Брав участь у квітневих україно-російських переговорах 1658 року в Москві щодо придушення повстання проти гетьмана Івана Виговського, яке очолювали полтавський полковник Мартин Пушкар і кошовий Яків Барабаш.
У 1660 році згаданий як чигиринський сотник.
У 1662 році як наказний чигиринський полковник брав активну участь у бойових діях проти московського війська воєводи Гр. Ромодановського та лівобережних полків Як. Сомка. У березні-квітні разом з Ів. Богуном обороняв Іркліїв, де потрапив у полон і був страчений рідний брат Федір Бережецький.
Навесні 1663 року після призначення П. Дорошенка генеральним осавулом змінив його на посаді чигиринського полковника. На чолі полку брав участь у поході польського короля Яна ІІ Казимира на Лівобережну Україну.
Виконував дипломатичні доручення гетьмана П. Тетері. У березні 1664 року був послом до Бахчисарая, у травні 1664 року — до табору короля Яна ІІ Казимира.
Учасник ради у Богуславі у жовтні 1665 року, на якій гетьманом Правобережної України обрали Петра Дорошенка. У квітні 1666 року їздив у складі посольства до Варшави обстоювати інтереси Української козацької держави. Протягом 1668—72 років підтримував Петра Дорошенка в його боротьбі з претендентами на гетьманську булаву Петром Суховієм і Михайлом Ханенком.
У лютому 1671 року дістає посаду генерального судді в уряді Дорошенка (разом з С. Половцем). 22 лютого написав листа до польського короля Міхала-Корибута Вишневецького, в засвідчив підтримку городовим козацтвом і старшиною політики Петра Дорошенка. Разом з іншими старшинами звернувся з листом до запорозького козацтва, в якому засуджувалися умови Острозького договору 1670 року з Річчю Посполитою. На початку 1674 року їздив на Запорозьку Січ, щоб досягти політичного порозуміння із запорожцями. У лютому цього ж року призначений генеральним обозним. Після капітуляції Петра Дорошенка у вересні 1676 року перед військами князя Гр. Ромодановського та Івана Самойловича залишився в Чигирині.
Після руйнування гетьманської столиці у 1678 році, за однією з версій, переселився на Лівобережжя. Ймовірно, мешкав у Бубнові, де сотником був його зять Іван Канівець. Згаданий як значний військовий товариш.

## Родина
Рідні брати обіймали старшинські посади на Правобережжі. Брат Федір (? — 1662) був наказним чигиринським полковником. Гнат — корсунським полковником (1666), Богдан — генеральним бунчужним (1675-1676).
Син Степан — стародубський полковий осавул (до 1690).
Донька Параскева — одружена з Іваном Каневцем — охотницьким полковником у П. Дорошенка (1669-1671), бубнівським сотником Переяславського полку.
Нащадки Пр. Бережецького мешкали на Сіверщині (у Коропі, селах Землянці та Глазовому).